# No. 48 (Royal Marines) Commando
No. 48 (Royal Marines) Commando je bil Commando Oboroženih sil Združenega kraljestva, ki so ga sestavljali kraljevi marinci.

## Zgodovina
Enota je bila, kot zadnja taka marinska enota, ustanovljena marca 1944. Sodelovala je v operaciji Overlord. 